# Babel (protocole)
Pour les articles homonymes, voir Babel.

Logo du protocole Babel

Babel est un protocole de routage à vecteur de distance sans boucles de routage pour les réseaux maillés dans les réseaux à commutation de paquets. Babel est prévu pour être robuste et efficace aussi bien pour les réseaux Wi-Fi que filaires.
Babel est décrit par la RFC 8966.
Babel supporte une authentification des nœuds par SHA, ce qui en fait un des premiers protocole de routage de réseaux maillés à être sécurisé, libre et documenté. Cette authentification MAC est décrite par la RFC 8967. En 2022, il existe deux implémentations complètes de Babel : celle de Bird (en), et babeld (l’implémentation de référence).